# Веккіо
Веккіо (фр. Vecchio корс. U Vechju) — річка Корсики (Франція). Довжина 24,1 км, витік знаходиться на висоті 1 600  метрів над рівнем моря витікаючи з гори Монте д'Оро (Monte d'Oro) (2 389 м). Впадає в річку Тавіняно на висоті 201 метр над рівнем моря.
Протікає через комуни: Віваріо, Гізоні, Мураччоле, Ербайоло, Корте, Ночета, Альтіані і тече територією департаменту Верхня Корсика та його кантонами: Гізоні (Ghisoni), Бустаніко (Bustanico), Венако (Venaco), Корте (Corte), Веццані (Vezzani).